# Angraecum ampullaceum
Angraecum ampullaceum là một loài thực vật có hoa trong họ Lan. Loài này được Bosser mô tả khoa học đầu tiên năm 1970.